# 33 Polyhymnia
A 33 Polyhymnia a Naprendszer kisbolygóövében található aszteroida. Jean Chacornac fedezte fel 1854. október 28-án.